# Lavaurette
Lavaurette (okzitanisch: La Vaureta) ist eine französische Gemeinde mit 214 Einwohnern (Stand: 1. Januar 2022) im Département Tarn-et-Garonne in der Region Okzitanien. Lavaurette gehört zum Arrondissement Montauban und zum Kanton Quercy-Rouergue (bis 2015: Kanton Caussade). Die Einwohner werden Lavaurettois genannt.

## Geographie
Lavaurette liegt etwa 25 Kilometer nordöstlich von Montauban im Quercy. Umgeben wird Lavaurette von den Nachbargemeinden Puylaroque im Norden und Nordwesten, Caylus im Osten und Nordosten, Saint-Antonin-Noble-Val im Süden und Südosten, Septfonds im Südwesten sowie Saint-Georges im Westen.

## Bevölkerungsentwicklung
| 1962                      | 1968 | 1975 | 1982 | 1990 | 1999 | 2006 | 2013 |
| ------------------------- | ---- | ---- | ---- | ---- | ---- | ---- | ---- |
| 185                       | 164  | 143  | 144  | 174  | 166  | 215  | 207  |
| Quelle: Cassini und INSEE |      |      |      |      |      |      |      |

## Sehenswürdigkeiten
- Kirche